# Йылмаз, Озгюр
Озгюр Йылмаз (тур. Özgür Yılmaz; 7 марта 1986 года, Ускюдар) — турецкий футболист, защитник клуба «Кастамонуспор».

## Клубная карьера
Озгюр Йылмаз начинал свою карьеру футболиста, выступая за «Алибейкёйспор» в Третьей и Второй лигах. Летом 2013 года он перешёл в команду Второй лиги «Гиресунспор», с которым спустя год вышел в Первую лигу.
С начала 2018 года Озгюр Йылмаз выступает за «Карабюкспор» в Суперлиге. 25 февраля того же года он дебютировал в главной турецкой лиге, выйдя на замену в самом начале гостевого поединка против «Ени Малатьяспора».